# Agglomération

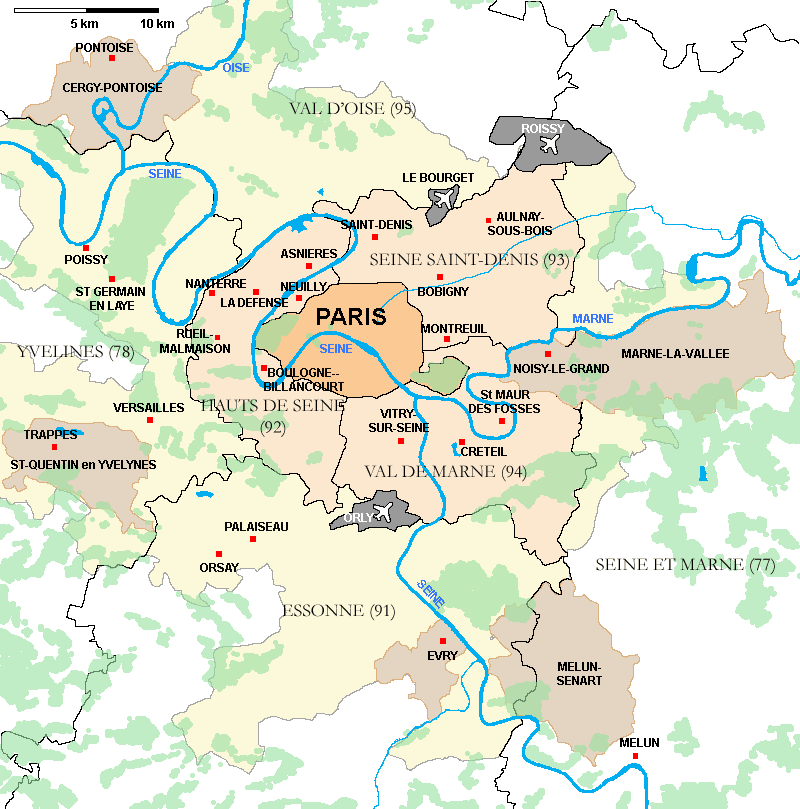
Carte de l'agglomération de Paris.

Une agglomération est un ensemble de bâtiments suffisamment proches, défini comme une ville-centre (au sens administratif) assortie de ses banlieues (entités administratives incluses dans la continuité urbaine) s'il y a lieu.
La notion peut également avoir une dimension politique, dans ce cas elle correspond à plusieurs entités administratives interconnectées, mais pas nécessairement agglomérées, qui gèrent leurs projets en commun (transports, déchets, projets de réhabilitation de quartiers, etc.).
Pour la circulation routière, la convention de Vienne définit une agglomération (agglomération en français, built-up area en anglais) comme un lieu où se trouvent des immeubles bâtis, et dont les entrées et sorties sont signalées comme telle, sauf lorsque la législation routière nationale le définit autrement. Le Royaume-Uni en particulier a une définition différente, basée sur la présence d'un éclairage.

## Selon le pays

### Belgique
En Belgique, une agglomération est définie par le code de la route. L'article 2.12 énonce : « Le terme « agglomération » désigne un espace qui comprend des immeubles bâtis et dont les accès sont indiqués par les signaux F1 et les sorties par les signaux F3 ».
Politiquement, au niveau des aires urbaines, le gouvernement fédéral reconnaît deux types d'agglomérations.
- Les « grandes villes » :
  - Anvers
  - Bruxelles
  - Charleroi
  - Gand
  - Liège
- Les « villes régionales » :
  - Bruges
  - Courtrai
  - Genk
  - Hasselt
  - Louvain
  - Malines
  - Mons
  - Namur
  - Ostende
  - Saint-Nicolas
  - Alost
  - Turnhout
  - Verviers

L'agglomération bruxelloise a été une entité publique chargée de la gestion de certaines compétences économiques pour les dix-neuf communes de Bruxelles entre 1971 et 1989. Elle a été remplacée par la région de Bruxelles-Capitale en 1989.

### Canada
Au Canada, aux fins de statistiques, une agglomération urbaine est désignée, selon le cas : « région métropolitaine de recensement » (RMR) ou « agglomération de recensement » (AR).

#### Québec
Historiquement, comme en France, le terme agglomération désignait un groupement d’habitations.
Au Québec, le terme a acquis une connotation administrative précise. À la suite des fusions municipales de 2002 et des défusions qui ont suivi, même si le morcellement politique du territoire des grandes villes est moindre qu'avant, il a obligé la formation de structures politiques pour chapeauter les ensembles anciennement fusionnés. L'agglomération de Montréal et l'agglomération de Québec sont des exemples des entités administratives ainsi créées.

### France
En France, l'agglomération au sens physique a été définie par l'Insee comme une unité urbaine. Au sens politique, l'agglomération renvoie selon le nombre d'habitants à une Métropole (plus de 450 000 habitants), une communauté urbaine (plus de 400 000 habitants), une communauté d'agglomération (50 000 à 450 000 habitants, sauf chef-lieu de département : 30 000 à 450 000 habitants) ou une communauté de communes (moins de 50 000 habitants, sauf chef-lieu de département : moins de 30 000 habitants).

#### Historique et apparition en droit français
La jurisprudence de 1907 basée sur la loi du 5 avril 1884 considère qu'un maire ne peut réglementer la limitation de vitesse que dans les agglomérations de la commune, ou sur les routes qui n’appartiennent pas à la grande voirie. Elle se base sur des articles de la loi du 5 avril 1884, dont l'article 97 donne aux maires tous pouvoirs pour la sûreté et la commodité de passage sur les voix publiques du ressort de la commune, dont l'article 98 donne aux maires les pouvoirs de police au seul intérieur des agglomérations. Le jugement conclut qu'un seul groupe de maisons entouré d'une grille et situé d'un seul côté de la route peut constituer une agglomération, mais que la route ne traverse pas cette agglomération.
Un concept d'agglomération existe déjà dans la loi française en 1908. À cette époque une agglomération distincte et séparée est constituée d'une école, d'une église et d'une agglomération de maisons, séparée d'un bourg distant.
Le concept d'agglomération relève plus de la géographie ou de la science politique que du droit. En effet l'émergence effective et homogène dans le droit positif ne date que de la loi 99-586 du 12 juillet 1999[pas clair] relative au renforcement et à la simplification de l'intercommunalité dite « loi Chevènement ». Avant cette loi, en droit, la définition de l'agglomération était liée principalement au code de la route. Le texte traitant de l'agglomération était le décret du 10 juillet 1954 relatif à la police de la circulation routière donnant une définition purement matérielle de l'agglomération comme « un groupement d'immeubles sinon contigus, du moins suffisamment rapprochés, situés en bordure de la voie publique et donnant à celle-ci l'aspect d'une rue ». On constate que dès l'origine le caractère urbanisé (ici le « groupement d'immeubles ») définit le champ de l'agglomération. Le décret du 15 décembre 1958 ne fait que reprendre la formulation du critère matériel (article R1 du code de la route), mais en instaurant un critère formel concernant « la limite des agglomérations qui doivent être définis par le maire sous approbation du Préfet ».
Ensuite, deux modifications ont été opérées par le décret du 30 juin 1972. D'une part, la signalisation de l'agglomération par des panneaux d'entrée et de sortie constitue le second volet alternatif du critère formel. D'autre part, la notion d'espace apparaît dans le critère matériel de définition de l'agglomération (« L'agglomération est un espace sur lequel sont groupés des immeubles bâtis »). En fait, la référence à l'espace renvoie au périmètre urbanisé. En effet, l'« espace » n'épouse pas une réalité fonctionnelle ; il ne prend pas en considération des relations d'interdépendances économiques. Donc, l'agglomération selon le code de la route se définit en fonction de ces trois critères cumulatifs, le second critère formel étant, pour le commissaire du gouvernement Ronny Abraham, une présomption simple permettant de rendre déterminant le critère matériel. Le code ne pose aucune condition de continuité dans la définition de l'espace urbanisé et l'agglomération peut être composée de quelques centaines d'habitants comme de plusieurs centaines de milliers puisqu'aucune condition de densité de population n'est fixée.
Mais cette apparente unité dans la définition de l'agglomération masque en vérité sa profonde hétérogénéité, car l'application de ces critères de définition est absente de certains domaines du droit où le concept d'agglomération est utilisé. En effet, il existe d'autres références juridiques de l'agglomération, mais sans définition précise voire n'explicitant en rien le concept d'agglomération. Donc, la « notion juridique d'agglomération souffre d'une aporie conceptuelle par l'absence d'une définition unitaire et précise pour être utilisée valablement juridiquement ». Cette aporie est d'autant plus préjudiciable que l'agglomération acquiert une envergure importante dans le paysage sociologique territorial français puisque 80 % de la population française vit dans des espaces urbanisés s'étendant sur plusieurs communes constituant des aires urbaines, des bassins d'emplois, axes de définition de « territoires pertinents ». En effet, « l'émergence de territoires pertinents, tels que les agglomérations et les pays, constitue une des mutations majeures de la décennie qui s'achève ». Cette mutation consiste en l'appréhension d'un périmètre pertinent de cohésion sociale, culturelle, géographique et économique dans lequel une solidarité territoriale puisse être effective sur la base d'un projet commun. Donc, l'aporie concernant la définition juridique de l'agglomération va être résolue par l'intégration de cette mutation en intégrant des éléments statistiques (par exemple, les notions d'aire urbaine ou de bassins d'emplois) ou géographiques dans les critères de définition juridique de l'agglomération.
Ceci va être fait par la loi dite Chevènement permettant l'émergence d'une définition effective de l'agglomération en droit et la traduction institutionnelle de l'agglomération par la création d'un nouvel établissement public intercommunal : la communauté d'agglomération.
Également, depuis 1982, date de la première décentralisation voulue par l'équipe Mitterrand-Defferre (et tous les textes qui ont suivi en complément direct, Chevènement inclus), les régions devaient remplacer, dans un avenir proche, les départements ; de même, les communautés de communes, d'agglomération ou urbaines devaient remplacer quasiment la commune. Le but était de faire des économies en termes de structures, d'investissement, de matériel et de salariés. En 2008, cette théorie semble un peu dénaturée ; il y a les communautés d'agglomération, mais les dépenses sont doubles voire triples[réf. nécessaire], et les départements sont toujours une strate des collectivités territoriales. Il faut compter avec la commune, la communauté d'agglomération, le département, la région et l'État, chacun levant ses impôts.

### Luxembourg
Au Luxembourg, il n'existe pas de définition officielle de l'agglomération ou d'unité urbaine et la notion de ville se limite administrativement à un statut juridique octroyé à douze communes et hérité du Moyen Âge.
Trois agglomérations ou « pôles urbains » sont toutefois reconnues même sans cadre juridique défini, notamment par l'Institut national de la statistique et des études économiques (STATEC) sur la base des travaux du LISER menés en 2008 et 2009, pour son Atlas démographique du Luxembourg :
- l'agglomération de Luxembourg, monocentrique, centrée autour de la ville de Luxembourg (neuf communes + trente et une communes dans la première couronne) ;
- la Nordstad, agglomération polycentrique du nord du pays centrée sur Diekirch et Ettelbruck (six communes au total) ;
- la région Sud, agglomération polycentrique située dans les Terres Rouges regroupant notamment Esch-sur-Alzette, Differdange et Dudelange (huit communes au total).

### Suisse
Selon l'Office fédéral du développement territorial, en Suisse est considéré comme agglomération un ensemble d'au minimum 20 000 habitants formé par la réunion des territoires de communes urbaines adjacentes. Une agglomération se constitue d'une ville centre et éventuellement d'autres communes dans la zone centrale ainsi qu'un ensemble de communes ayant un lien fonctionnel avec la zone centre. Pour qu'une commune soit considérée comme faisant partie d'une agglomération elle doit répondre à trois des cinq conditions suivantes :
- lien de continuité avec la ville-centre de l’agglomération ;
- densité élevée de population et d’emplois ;
- évolution démographique supérieure à la moyenne ;
- secteur agricole peu développé ;
- interdépendance prononcée de pendulaires avec la ville-centre et, suivant les cas avec d’autres communes de la zone-centre.